# Stazione di Salerno Irno
Stazione di Salerno Irno vasútállomás Olaszországban, Salerno településen.

## Vasútvonalak
Az állomást az alábbi vasútvonalak érintik:
- Salerno-Mercato San Severino-vasútvonal

## Kapcsolódó állomások
A vasútállomáshoz az alábbi állomások vannak a legközelebb:
- Stazione di Fratte Villa Comunale
- Stazione di Salerno